# 哀荘王
哀荘王（あいそうおう、788年 - 809年9月2日）は、新羅の第40代の王（在位：800年 - 809年）であり、姓は金、諱は清明、のちに重熙と改名。父は第39代昭聖王、母は大阿飡（5等官）の金叔明の娘の桂花夫人。王妃は阿飡（6等官）の金宙碧の娘。800年6月に昭聖王が死去したことにより嫡子の清明が13歳で即位し、叔父の阿飡（6等官）で兵部令（長官）を務めていた金彦昇（後の憲徳王）が摂政となった。

## 治世
これまでの新羅の五廟は、金氏王統の始祖（金氏初代王の味鄒尼師今）・太宗武烈王・文武王ならびに王の祖父・父としていたが、哀荘王にいたって801年2月に武烈王・文武王を別格の二廟として興し、五廟そのものは始祖大王・高祖・曽祖父・祖父・父とする形式に改められた。805年1月には王母・王妃の冊命、8月には律令の施行細則である公式二十余条を頒布するなど律令体制の推進を図っているが、同年には例作府（営繕管掌）の大舎2名・船府（航海管掌）の史2名を削減しており、貴族連合体制への回帰とのバランスを図りながらも、総体としては律令体制の没落が始まっているものと見られている。
同じ805年には唐では徳宗が死去して順宗が即位し、先王の昭聖王への哀悼の使者が送られ、哀荘王も新たに冊封されて＜開府儀同三司・検校太尉・使持節・大都督鶏林州諸軍事・鶏林州刺史・兼持節充寧海軍使・上柱国・新羅王＞へと官爵を進められた。このときに王母に対して大妃叔氏、王妃に対して妃朴氏とする冊命も受けているが、姓の食い違いがあることが知られている。こののち、唐に対しては朝貢及び、冊命の謝恩使の派遣を行なっている。
801年10月には、耽羅国（済州島）からの朝貢を受けたことが伝わっている。耽羅国は文武王19年（679年）に新羅に隷属していたが、後に独立していたとみられる。
803年には日本とも国交が再開されたが、両国の交渉について『三国史記』が哀荘王4年（803年）7月「国交を開き通好した」、5年（804年）5月「日本から黄金300両が進上された」、7年（806年）3月「日本国の使者が至ると、朝元殿で引見した」、9年（808年）2月「日本国の使者を厚くもてなした」という4例を伝えるのに対し、『日本後紀』は延暦23年（804年）9月己丑条で「大伴宿禰岑万里を新羅に遣わした」の1例を伝えるのみである。
文化面では、802年には順応・利貞らの高僧に命じて伽耶山に海印寺（慶尚南道陜川郡伽耶面）を創建させた。804年には、かつて文武王が王城に築いた雁鴨池の畔の臨海殿を修復し、さらに東宮に万寿房を創建した。しかし、806年には以後の仏寺の創建を禁止して、修繕のみを認めるという教書を出し、あわせて錦繍を仏事に用いたり金銀の器具を製作することを禁じる布告も行なっている。
在位10年目の809年7月、摂政の金彦昇（後の憲徳王）が伊飡（2等官）の悌邕（ていよう）とともに反乱を起こし、哀荘王は王弟の体明侍衛とともに殺害された。『三国遺事』王暦に拠れば、元和4年7月19日（809年9月2日）に王の叔父の憲徳・興徳の2人によって殺害された、としている。憲徳王の即位後に哀荘と諡されたが、王陵については未詳。